# Nour El-Dali
 Nour El-Dali  (en árabe: نور الدالي‎) es un ex-futbolista egipcio que se desempeñaba como defensa.

## Carrera como jugador
Jugó 8 temporadas en el Zamalek Sporting Club de El Cairo. Concretamente desde la 1950-51, hasta la 1957-58. Con este equipo ganó 4 copas de Egipto, una de ellas, la de 1958, compartida con el máximo rival de su club, el Al-Ahly.

## Selección nacional
Disputó 3 partidos para la selección nacional de Egipto. Ganó la 1.ª Copa Africana de Naciones de fútbol de la historia, la de 1957 celebrada en Sudán, jugando los 2 encuentros que disputó su selección.

### Participaciones internacionales
| Año                            | Sede  | Resultado |
| ------------------------------ | ----- | --------- |
| Copa Africana de Naciones 1957 | Sudán | Campeón   |

## Clubes
| Club    | País   | Año       |
| ------- | ------ | --------- |
| Zamalek | Egipto | 1950-1958 |

## Palmarés

### Copas nacionales
| Título         | Equipo  | País   | Año        |
| -------------- | ------- | ------ | ---------- |
| Copa de Egipto | Zamalek | Egipto | 1951-1952  |
| Copa de Egipto | Zamalek | Egipto | 1954-1955  |
| Copa de Egipto | Zamalek | Egipto | 1956-1957  |
| Copa de Egipto | Zamalek | Egipto | 1957-1958* |

| * Trofeo compartido con el Al-Ahly |

### Copas internacionales
| Título                    | Equipo | País  | Año  |
| ------------------------- | ------ | ----- | ---- |
| Copa Africana de Naciones | Egipto | Sudán | 1957 |